# Československo na Zimních olympijských hrách 1964
Československo na Zimních olympijských hrách v Innsbrucku v roce 1964 reprezentovalo 46 sportovců, z toho 10 žen. Nejmladším účastníkem byl krasobruslař Ondrej Nepela (13 let, 12 dní), nejstarším pak lední hokejista Stanislav Sventek (33 let, 79 dní). Reprezentanti vybojovali 1 bronzovou medaili.
Hry jsou někdy připomínané kvůli účasti sportovního komentátora a spisovatele Oty Pavla. Tehdy u něj propukla duševní nemoc, v jejímž důsledku se nejprve pokusil zapálit statek u Innsbrucku a po dalších devíti letech strádání předčasně zemřel.

## Československé medaile
| Medaile | Jméno         | Sport                                          | Disciplína |
| ------- | ------------- | ---------------------------------------------- | ---------- |
| Bronz   | Družstvo ČSSR | Lední hokej na Zimních olympijských hrách 1964 | muži       |

## Seznam všech zúčastněných sportovců
| Číslo | Jméno              | Pohlaví | Věk | Sport              |
| ----- | ------------------ | ------- | --- | ------------------ |
| 1     | Anton Šoltýs       | Muž     | 26  | Alpské lyžování    |
| 2     | Radim Koloušek     | Muž     | 22  | Alpské lyžování    |
| 3     | Jarmila Škodová    | Žena    | 20  | Běh na lyžích      |
| 4     | Eva Paulusová      | Žena    | 26  | Běh na lyžích      |
| 5     | Ladislav Hrubý     | Muž     | 29  | Běh na lyžích      |
| 6     | Štefan Harvan      | Muž     | 26  | Běh na lyžích      |
| 7     | Eva Břízová        | Žena    | 21  | Běh na lyžích      |
| 8     | Agnesa Wlachovská  | Žena    | 21  | Krasobruslení      |
| 9     | Jaroslav Votruba   | Muž     | 24  | Krasobruslení      |
| 10    | Ondrej Nepela      | Muž     | 13  | Krasobruslení      |
| 11    | Jana Mrázková      | Žena    | 23  | Krasobruslení      |
| 12    | Hana Mašková       | Žena    | 14  | Krasobruslení      |
| 13    | Milada Kubíková    | Žena    | 20  | Krasobruslení      |
| 14    | Karol Divín        | Muž     | 27  | Krasobruslení      |
| 15    | Peter Bartosiewicz | Muž     | 21  | Krasobruslení      |
| 16    | Jaroslav Walter    | Muž     | 25  | Lední hokej        |
| 17    | Miroslav Vlach     | Muž     | 28  | Lední hokej        |
| 18    | František Tikal    | Muž     | 30  | Lední hokej        |
| 19    | Stanislav Sventek  | Muž     | 33  | Lední hokej        |
| 20    | Ladislav Šmíd      | Muž     | 25  | Lední hokej        |
| 21    | Stanislav Prýl     | Muž     | 21  | Lední hokej        |
| 22    | Rudolf Potsch      | Muž     | 26  | Lední hokej        |
| 23    | Vladimír Nadrchal  | Muž     | 25  | Lední hokej        |
| 24    | Jan Klapáč         | Muž     | 22  | Lední hokej        |
| 25    | Jaroslav Jiřík     | Muž     | 24  | Lední hokej        |
| 26    | Jiří Holík         | Muž     | 19  | Lední hokej        |
| 27    | František Gregor   | Muž     | 25  | Lední hokej        |
| 28    | Jozef Golonka      | Muž     | 26  | Lední hokej        |
| 29    | Vladimír Dzurilla  | Muž     | 21  | Lední hokej        |
| 30    | Jiří Dolana        | Muž     | 26  | Lední hokej        |
| 31    | Josef Černý        | Muž     | 24  | Lední hokej        |
| 32    | Vlastimil Bubník   | Muž     | 32  | Lední hokej        |
| 33    | Roland Urban       | Muž     | 23  | Sáně               |
| 34    | Horst Urban        | Muž     | 27  | Sáně               |
| 35    | Hana Nesvadbová    | Žena    | 19  | Sáně               |
| 36    | Jiří Hujer         | Muž     | 23  | Sáně               |
| 37    | Oldřiška Hátlová   | Žena    | 20  | Sáně               |
| 38    | Jan Hamřík         | Muž     | 23  | Sáně               |
| 39    | Oldřich Teplý      | Muž     | 23  | Rychlobruslení     |
| 40    | Jarmila Šťastná    | Žena    | 31  | Rychlobruslení     |
| 41    | Miloslav Švaříček  | Muž     | 21  | Severská kombinace |
| 42    | Štefan Olekšák     | Muž     | 24  | Severská kombinace |
| 43    | Josef Kutheil      | Muž     | 24  | Severská kombinace |
| 44    | Dalibor Motejlek   | Muž     | 21  | Skoky na lyžích    |
| 45    | Josef Matouš       | Muž     | 22  | Skoky na lyžích    |
| 46    | Zbyněk Hubač       | Muž     | 23  | Skoky na lyžích    |